# Loupoigne
Loupoigne ([lupwaɲ] ; en wallon Loupougne [lupuɲ]) est une section de la ville belge de Genappe, située en Région wallonne dans la province du Brabant wallon.
C'était une commune à part entière avant la fusion des communes de 1977.

## Démographie
- Sources:INS, Rem:1831 jusqu'en 1970=recensements, 1976= nombre d'habitants au 31 décembre

## Patrimoine et culture

### Patrimoine architectural

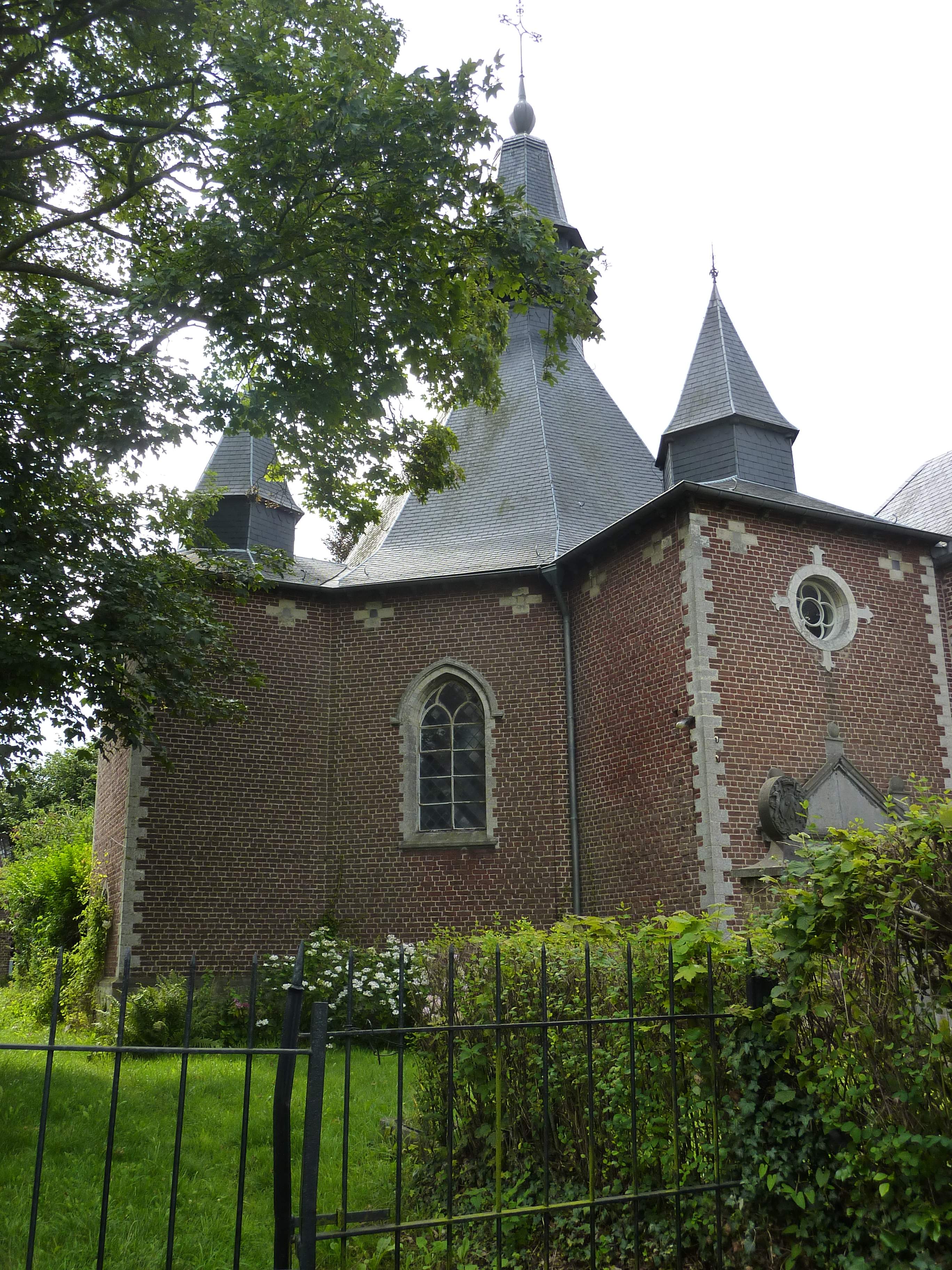
Chapelle Notre-Dame de Foy.

Son monument le plus intéressant est la chapelle Notre-Dame de Foy construite en 1638 à peu près à la même époque que l'église importante de Foy-Notre-Dame. Elle est octogonale en briques rouges et pierres blanches et une flèche à bulbe la surmonte.

## Personnalités
- Charles Jacqmin, dit Charles de Loupoigne, contre-révolutionnaire de la période française n'est pas originaire du village, étant né à Bruxelles, mais il prit le nom du village comme nom de guerre.
- Eugène Baudoux (1841-1912) : industriel verrier, propriétaire du château de Loupoigne, décédé et inhumé dans le cimetière de la localité.